# Хутче
Хутче (або Ходча, Ходче, пол. Chutcze) — село в Польщі, у гміні Савин Холмського повіту Люблінського воєводства. Населення — 172 особи (2011).

## Історія
За даними митрополита Іларіона (Огієнка), 1441 року вперше згадується православна церква в селі. Український історик Іван Крип'якевич датує першу згадку про церкву 1564 роком.
За даними етнографічної експедиції 1869—1870 років під керівництвом Павла Чубинського, у селі здебільшого проживали греко-католики, які розмовляли українською мовою. 1872 року місцева греко-католицька парафія налічувала 1017 вірян.
1918 року були знесені православні парафіяльні будинки. У 1921 році село входило до складу гміни Букова Холмського повіту Люблінського воєводства Польської Республіки. У липні-серпні 1938 року польська влада в рамках великої акції руйнування українських храмів на Холмщині і Підляшші знищила місцеву православну церквуref name="Saładiak"/>.
У 1945—1946 роках з Хутчого до УРСР виселено близько 200 українців. Ще 8 українців виселило на щойно приєднанні до Польщі німецькі терени під час операції «Вісла» в 1947 році.
У 1975—1998 роках село належало до Холмського воєводства.

## Населення
За переписом населення Польщі 1921 року в селі налічувалося 37 будинків та 191 мешканець, з них:
- 91 чоловік та 100 жінок;
- 172 православні, 19 римо-католиків;
- 172 українці, 19 поляків.

У 1943 році в селі проживало 473 українці та 12 поляків.
Демографічна структура станом на 31 березня 2011 року:
|          | Загалом | Допрацездатний вік | Працездатний вік | Постпрацездатний вік |
| -------- | ------- | ------------------ | ---------------- | -------------------- |
| Чоловіки | 93      | 25                 | 55               | 13                   |
| Жінки    | 79      | 18                 | 47               | 14                   |
| Разом    | 172     | 43                 | 102              | 27                   |